# Thripsobremia thripivora
Thripsobremia thripivora är en tvåvingeart som beskrevs av Gagne 1993. Thripsobremia thripivora ingår i släktet Thripsobremia och familjen gallmyggor.
Artens utbredningsområde är Florida. Inga underarter finns listade i Catalogue of Life.